# Proendliche Gruppe
In der Mathematik ist eine proendliche oder profinite Gruppe eine topologische Gruppe G, die der inverse (projektive) Limes eines Systems von endlichen Gruppen ist. Dieser Limes wird in der Kategorie der topologischen Gruppen gebildet; hierbei betrachtet man jede endliche Gruppe als topologische Gruppe mit der diskreten Topologie. Eine topologische Gruppe ist genau dann proendlich, wenn sie Hausdorffsch, kompakt und total unzusammenhängend ist.

## Beispiele
- Jede endliche Gruppe ist offensichtlich auch proendlich (wähle als System endlicher Gruppen nur die Gruppe selbst).
- Die p-adischen Zahlen {\displaystyle \mathbb {Z} _{p}} und die proendlichen Zahlen {\displaystyle {\widehat {\mathbb {Z} }}} sind Beispiele für unendliche proendliche Gruppen.
- Jede Galoisgruppe einer Galoiserweiterung L|K (versehen mit der Krulltopologie) ist proendlich.
- Ist G eine beliebige Gruppe, dann erhält man eine proendliche Gruppe Ĝ, die proendliche Vervollständigung oder proendliche Komplettierung von G, indem man den inversen Limes der G/H nimmt, wobei H alle Normalteiler von G von endlichem Index durchläuft.